# Niceteria macrocosma
Espèce
Synonymes
- Satraparchis macrocosma Lower, 1899[1]

Niceteria macrocosma est une espèce d'insectes lépidoptères (papillons) de la famille des Geometridae vivant en Australie.

## Galerie

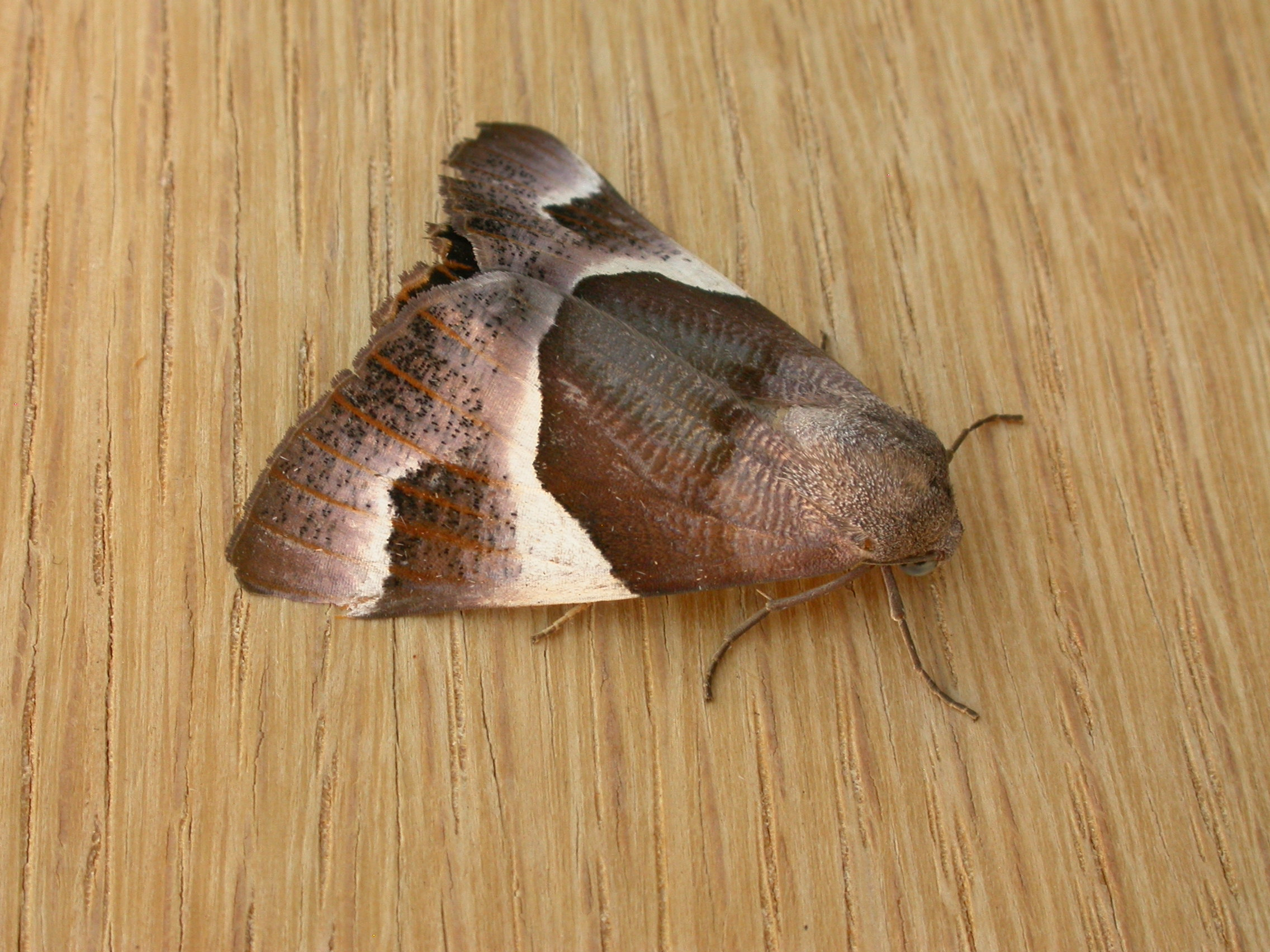

## Publication originale
- (en) Oswald Bertram Lower, « Descriptions of new Australian Lepidoptera », Proceedings of the Linnean Society of New South Wales, Sydney, Inconnu et Société linnéenne de Nouvelle-Galles du Sud, vol. 24,‎ 1899, p. 83–116 (ISSN 0370-047X, OCLC 1755950, DOI 10.5962/BHL.PART.7655).